# Eliica

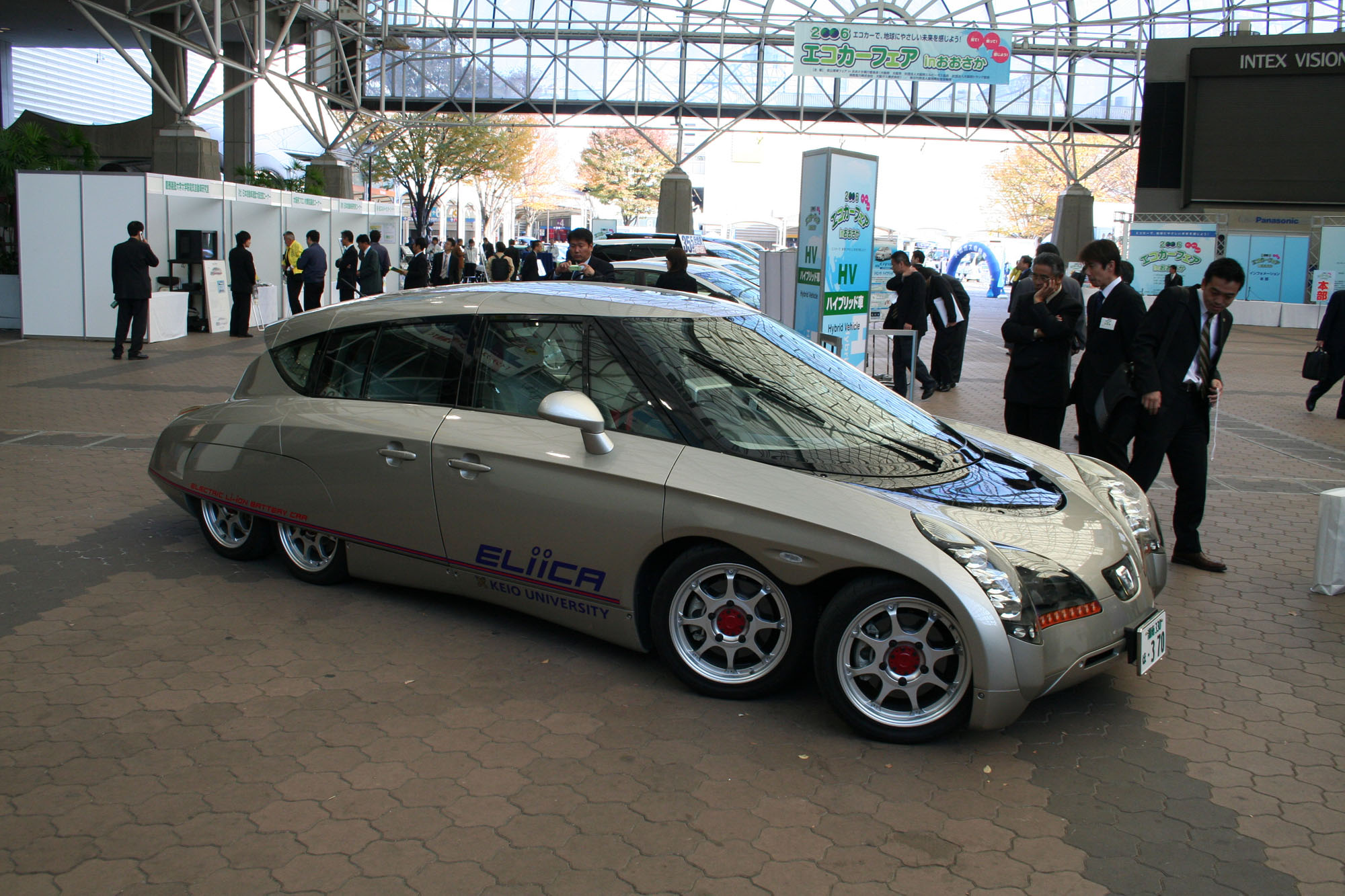
Eliica, O Carro Elétrico de Hiroshi Shimizu.

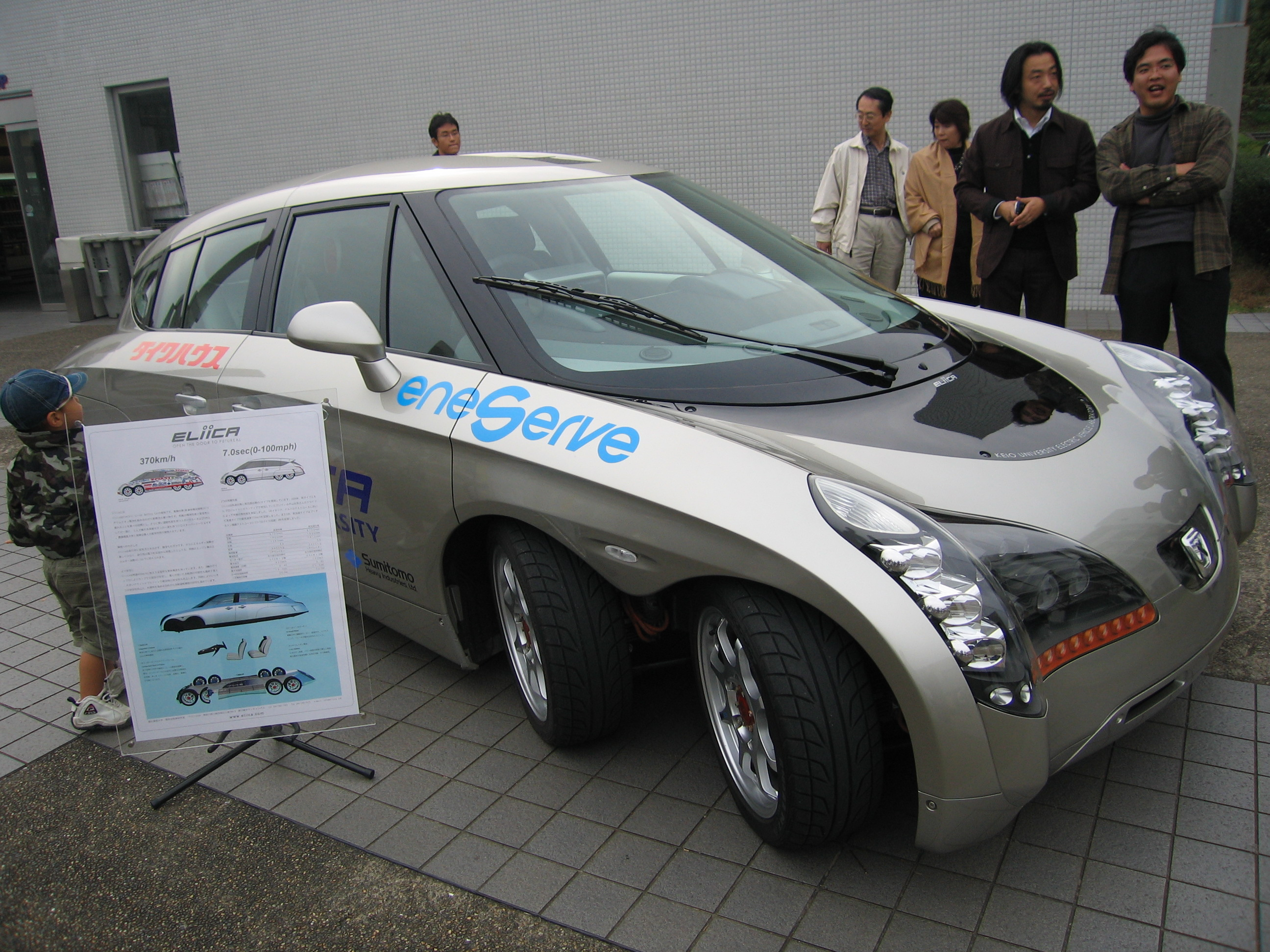
Eliica apresentado na Intex Osaka.

O Eliica (ou Electric Lithium - Ion Car) é um protótipo de automóvel movido a baterias elétricas, é um carro conceito projetado por uma equipe da Universidade de Keio em Tóquio, liderada pelo professor Hiroshi Shimizu. O carro que mede 5,1 metros (16,7 pés) e funciona com bateria de íon lítio, acelera de 0–100 km/h (60 mph) em quatro segundos. Em 2004, o Eliica alcançou uma velocidade de 370 km/h (230 mph) na pista da alta velocidade de Nardò na Itália. O objetivo da equipe é ultrapassar 400 km/h (250 mph), quebrando o recorde dos veículos de rua legais movidos a gasolina.
O Eliica pesa 2400 quilogramas (5291 libras), tem assentos para motorista e três passageiros. O carro tem quatro portas e um design futurista, projetado em forma aerodinâmica que foi testada em um túnel de vento. As portas dianteiras abrem para a frente e as portas traseiras abrem ascendente como as asas. O Eliica é muito eficiente, pois consome apenas 1/3 da energia que um veículo à gasolina consumiria para executar o mesmo desempenho. Dentro do chassi do carro contem 4 trilhas com 80 baterias. As baterias requerem atualmente aproximadamente 10 horas para recarregar de vazio à carga cheia, e podem ser facilmente carregadas na rede de energia residencial.
O carro tem oito rodas permitindo ficar mais perto do solo para melhor tração. Cada uma das rodas tem um motor elétrico de 60 quilowatts (80 cavalo-força), totalizando aproximadamente 480 quilowatts (640 cavalo-força). As oito rodas dão melhor aderência em todos os tipos de superfície de estrada. A direção é feita pelas quatro rodas dianteiras. Por usar motores elétricos, o Eliica tem uma aceleração livre de trancos por troca de marchas, que chega a aproximadamente 0,8 g (Física). Cada roda contem um freio a disco e também um freio que emprega um sistema regenerativo que recupera a energia da frenagem para as baterias.
Até 2005 existiam duas versões do Eliica: um modelo de Velocidade e um modelo de Aceleração. O modelo de Velocidade é feito para quebrar os recordes de velocidade do carros a gasolina e tem uma velocidade superior de 370 km/h (230 mph), com uma autonomia de 200 quilômetros (125 milhas). O modelo de Aceleração é feito para as ruas e tem uma velocidade máxima de 190 km/h (120 mph) com uma autonomia de 320 quilômetros (200 milhas).
O custo estimado para a fabricação estava em torno de US$320.000. Uma vez que a equipe recebe um patrocínio incorporado, planeja produzir pelo menos 200 unidades. Até à data de 2007, o preço estimado era ¥30.000.000, ou aproximadamente US$255.000.
No dia 19 de dezembro de 2005, o primeiro ministro do Japão Junichiro Koizumi testou este veículo em um passeio de 10 minutos no Parlamento. Em 2006, o carro foi testado por Shintaro Ishihara, governador da cidade de Tokyo, e também pelo príncipe de coroa Naruhito.